# جشمة خورزن (مشك أباد)
جشمة خورزن (بالفارسية: چشمه خورزن) هي قرية تقع في إيران في مركزي. يقدر عدد سكانها بـ 173 نسمة بحسب إحصاء 2016.